# Ивановский (Саратовский район)
Ивановский — посёлок в Саратовском районе Саратовской области России. С 1 января 2022 года входит в состав городского округа Саратова.

## Физико-географическая характеристика
Посёлок расположен в юго-западной части Саратовского района, вблизи к автотрассе Р228 («Саратов—Волгоград»). Расстояние до административного центра села Михайловка — 31 км, до областного центра составляет 22 км. С областным центром Ивановский связан автодорогой. Внутри посёлка расположена остановка электропоезда "Ивановский" по железнодорожному направлению Саратов - Петров Вал. 
Климат
Климат в посёлке умеренно холодный. Наблюдается большое количество осадков, даже в самый засушливый месяц (согласно классификации климатов Кёппена — Dfa). Среднегодовая температура в Ивановском — 5,4 °C. Среднегодовая норма осадков — 442 мм. Наименьшее количество осадков выпадает в марте и составляет 24 мм. Наибольшее количество осадков выпадает в июле, в среднем 47 м. Самый теплый месяц года — Июль со средней температурой 21,2 °C. Январь является самым холодным месяцем, с температурами в среднем −11.3 °C.
| Показатель                             | Янв.  | Фев.  | Март | Апр. | Май  | Июнь | Июль | Авг. | Сен. | Окт. | Нояб. | Дек. | Год |
| -------------------------------------- | ----- | ----- | ---- | ---- | ---- | ---- | ---- | ---- | ---- | ---- | ----- | ---- | --- |
| Средняя температура, °C                | −11,3 | −10,8 | −4,9 | 7,1  | 14,9 | 19,3 | 21,2 | 19,8 | 13,5 | 5,6  | −2,3  | −7,6 | 5,4 |
| Норма осадков, мм                      | 36    | 25    | 24   | 27   | 40   | 46   | 47   | 46   | 41   | 34   | 40    | 36   | 442 |
| Источник: Ивановский (норма 1982-2012) |       |       |      |      |      |      |      |      |      |      |       |      |     |

Часовой пояс
Посёлок Ивановский, как и вся Саратовская область, находится в часовой зоне МСК+1. Смещение применяемого времени относительно UTC составляет +4:00.
Уличная сеть
В посёлке Ивановском девять улиц — Волгоградская, Запрудная, Комсомольская, Почтовая, Привокзальная, Родниковая, Северная, Солнечная, Центральная и пять территорий садовых некоммерческих товариществ — СНТ Василёк, СНТ Ивановский, СНТ Луч-1, СНТ Родники и СНТ Черемушки. Также к территории населённого пункта относится ПК Маяк.

## Население
| 2002 | 2010 |
| ---- | ---- |
| 785  | ↘778 |

В посёлке на 1 января 2018 года проживало 708 человек, насчитывалось 215 домовладений.

## Инфраструктура

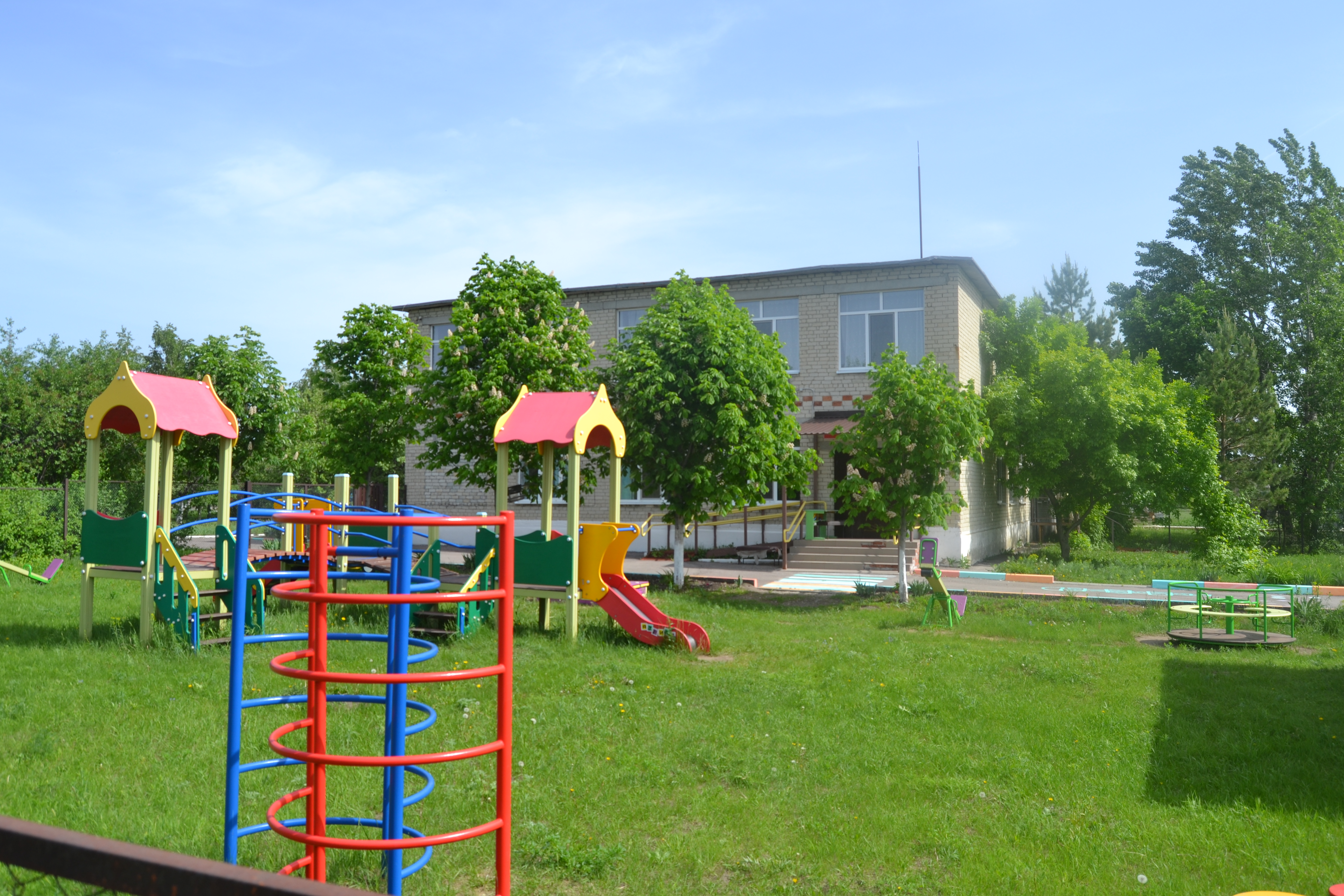
Детский сад

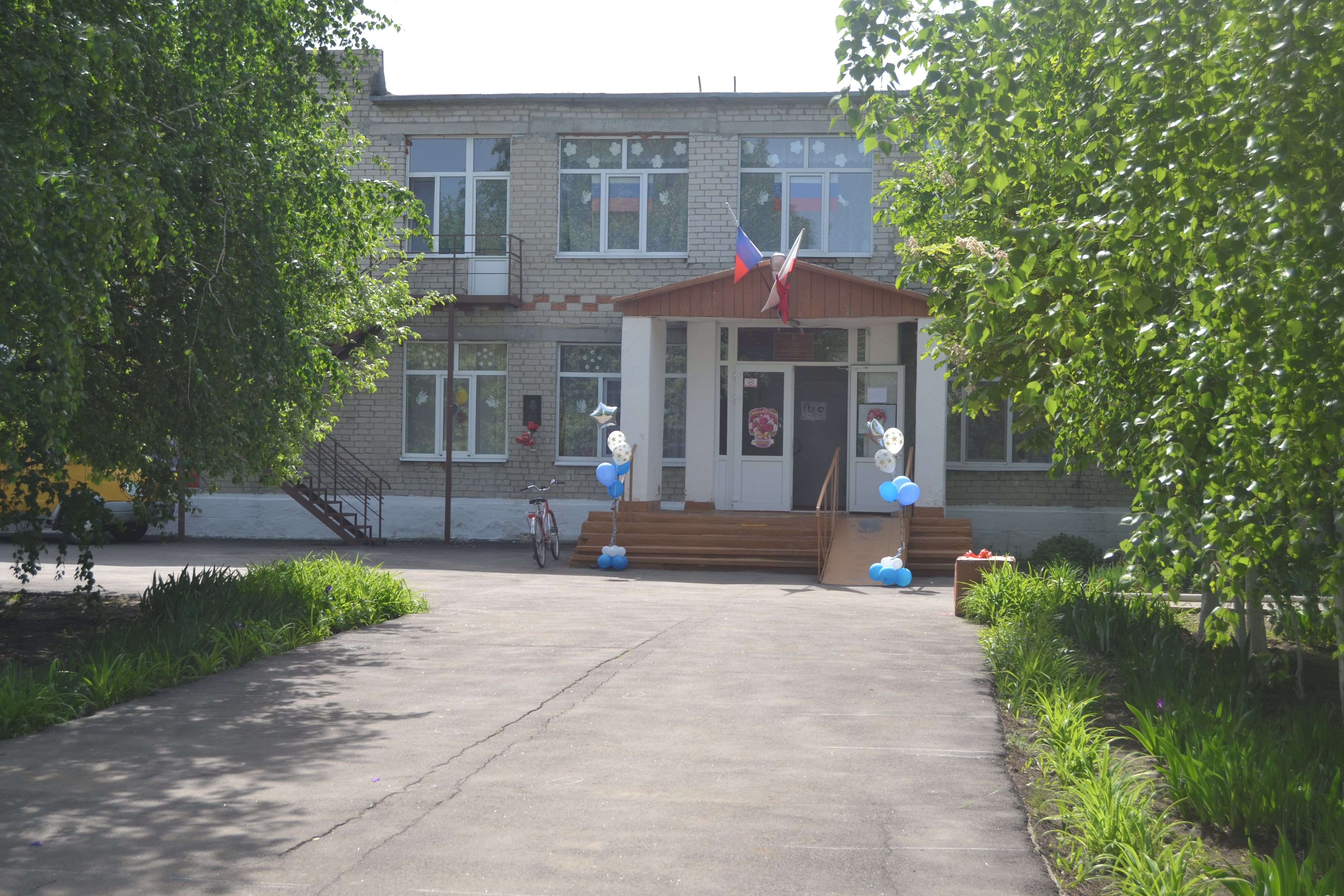
Школа

На территории населённого пункта свою деятельность осуществляют: 
- общеобразовательная школа[8],
- детский сад «Непоседы»[9],
- дом досуга,
- библиотека, книжный фонд которой составляет 5838 экземпляров, оформлена подписка на 18 наименований периодических изданий. Пользуются учреждением 500 человек[10];
- участковый полицейский пункт,
- фельдшерско-акушерский пункт[11].

В посёлке работают три предприятия розничной торговли, одно почтовое отделение и одна точка общественного питания (кафе).
Посёлок газифицирован полностью, ко всем домохозяйствам подведён газопровод. Имеется центральное водоснабжение, одна котельная, использующая газ как вид топлива, две водонапорные башни. В Ивановском 72 абонента пользуются стационарным телефоном.
В трёх километрах юго-западнее села расположен артиллерийский полигон Широкий Карамыш.

## Достопримечательности
- Памятник односельчанам погибшим в Великой Отечественной войне расположился у здания администрации.
- В населённом пункте имеется водоём (пруд), окружённый зеленью деревьев.
- Мемориальная доска памяти Таратун Валерия Ивановича (25.04.1959 — 6.10.1985) — старший лейтенант, командир взвода, погиб во время военной операции в Кандагаре в Афганистане.

## Пригородное сообщение по станции "Ивановский"
| № поезда | Маршрут движения  | № поезда | Маршрут движения  |
| -------- | ----------------- | -------- | ----------------- |
| 6304     | Аткарск — Карамыш | 6316     | Тарханы — Карамыш |
| 6303     | Карамыш — Тарханы | 6325     | Карамыш — Тарханы |

## Фотогалерея

### Посёлок на фотографиях

Виды посёлка
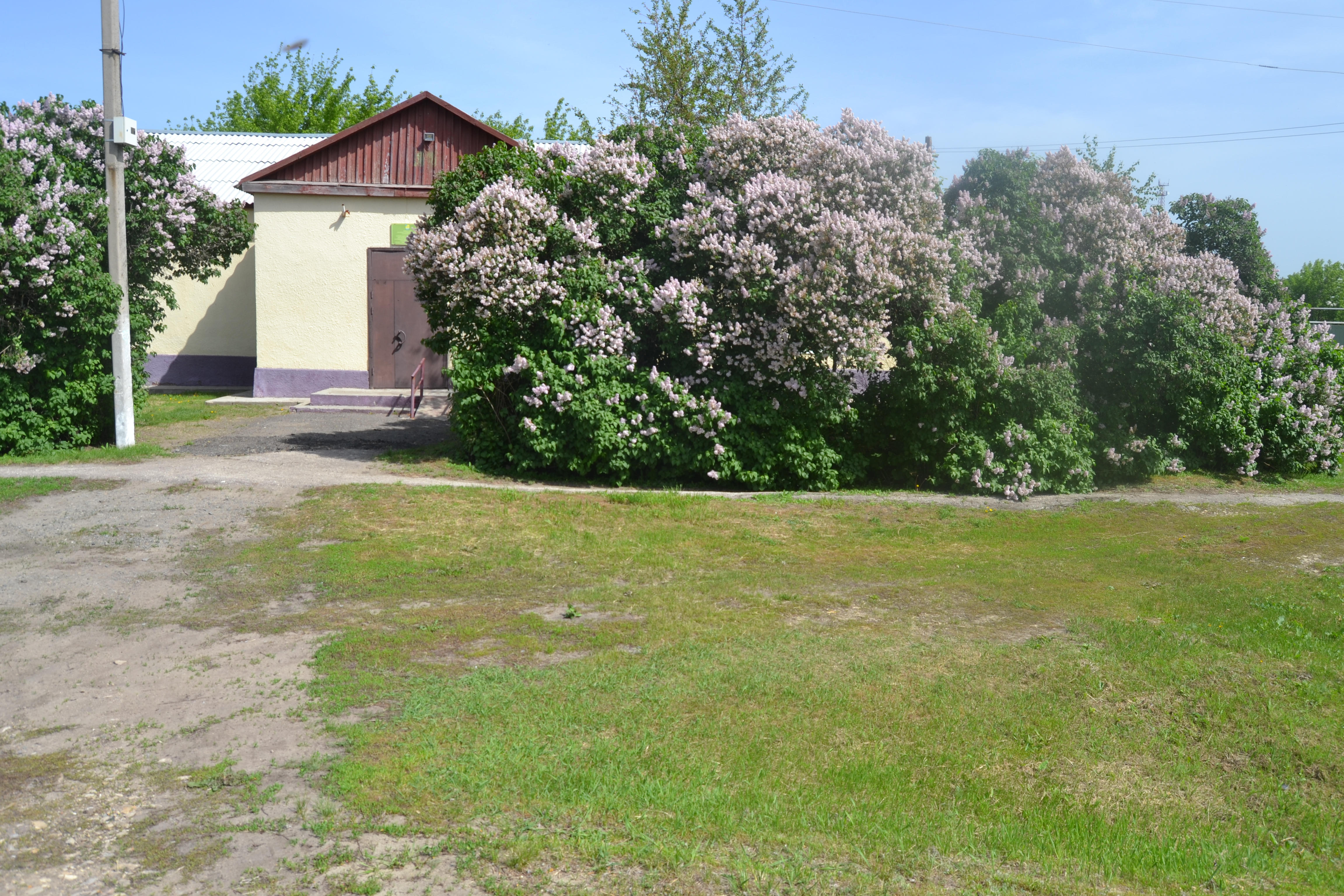
Дом культуры
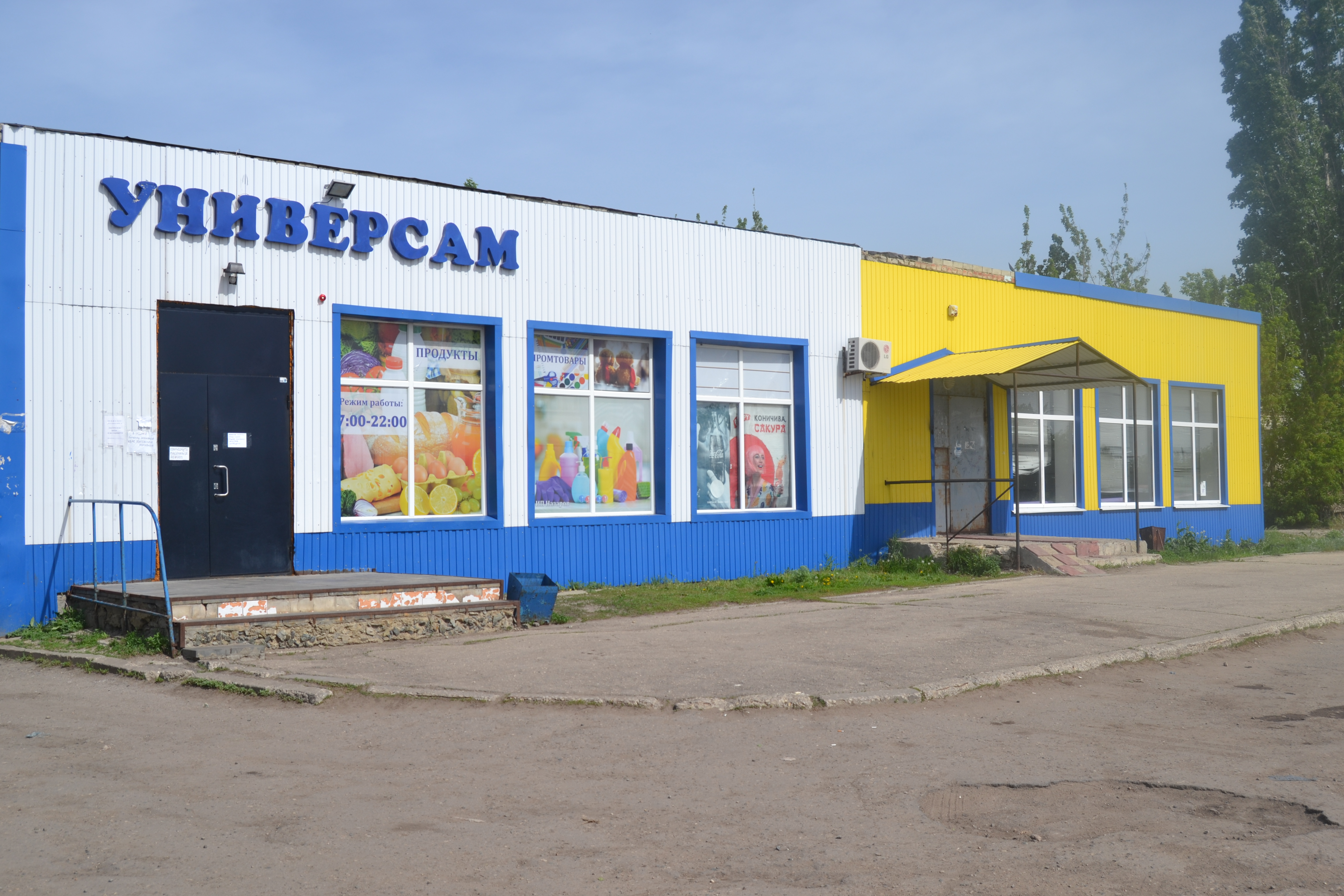
Универсам
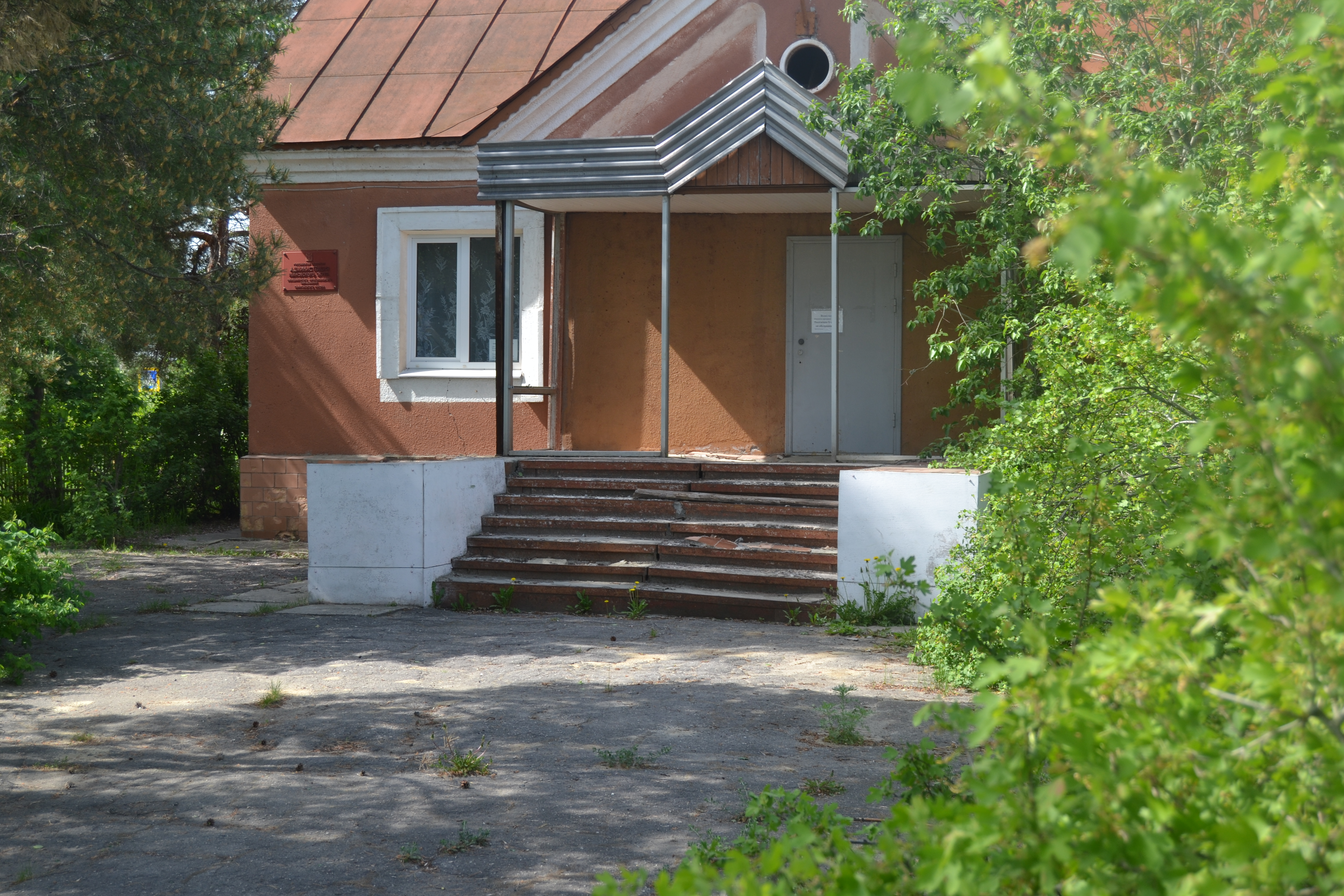
Администрация посёлка
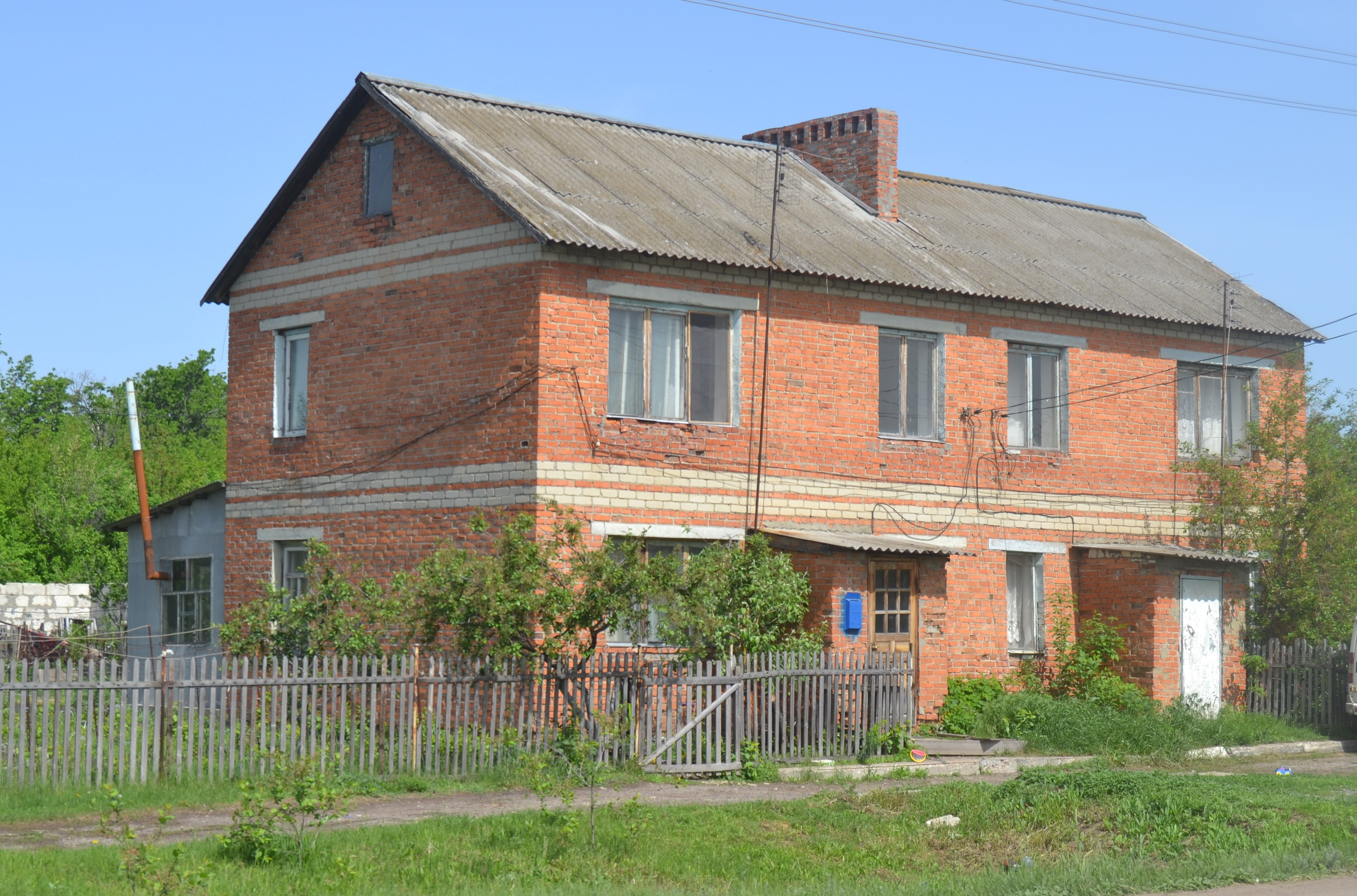
Жилой дом
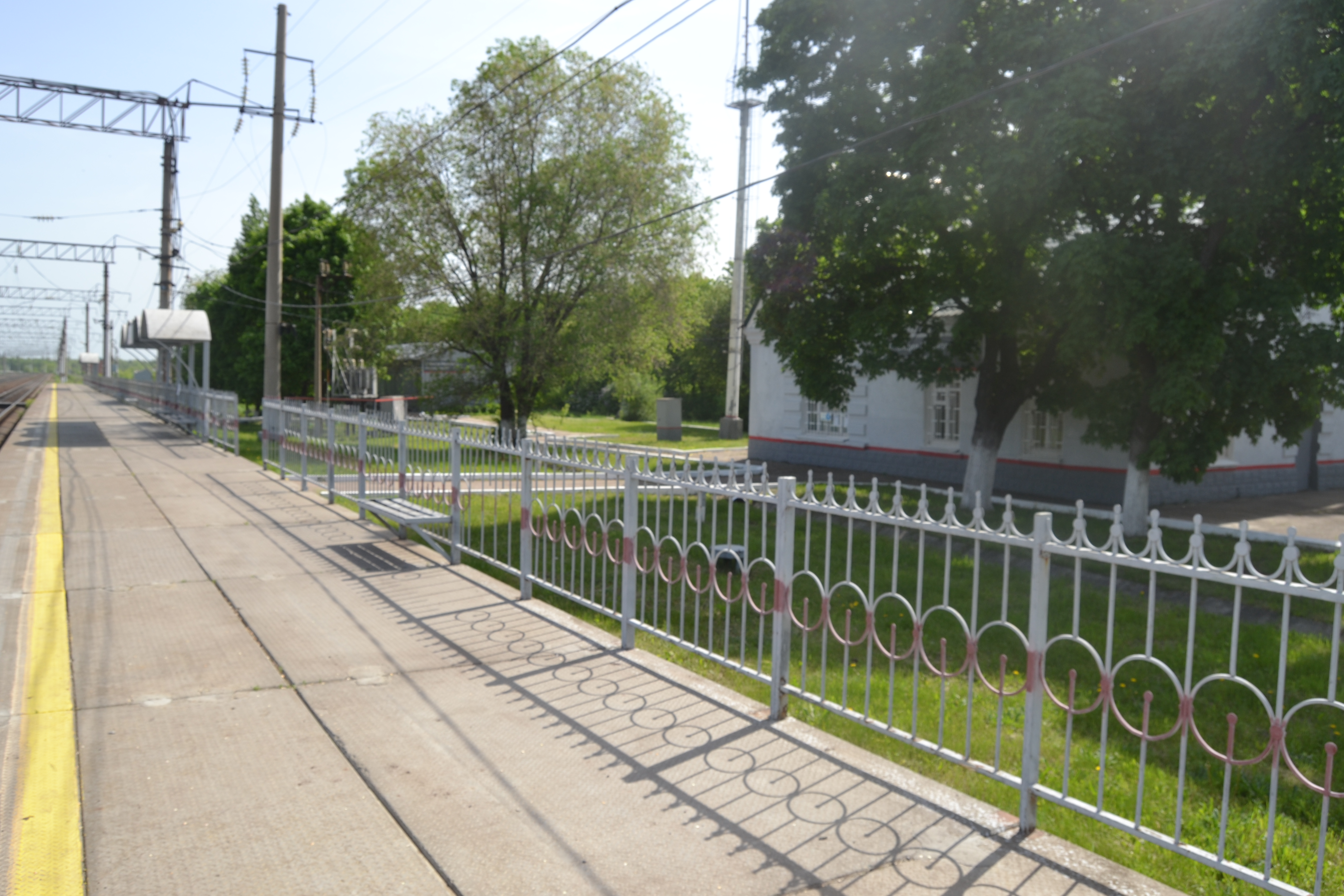
ЖД станция

### Достопримечательности посёлка

Достопримечательности посёлка
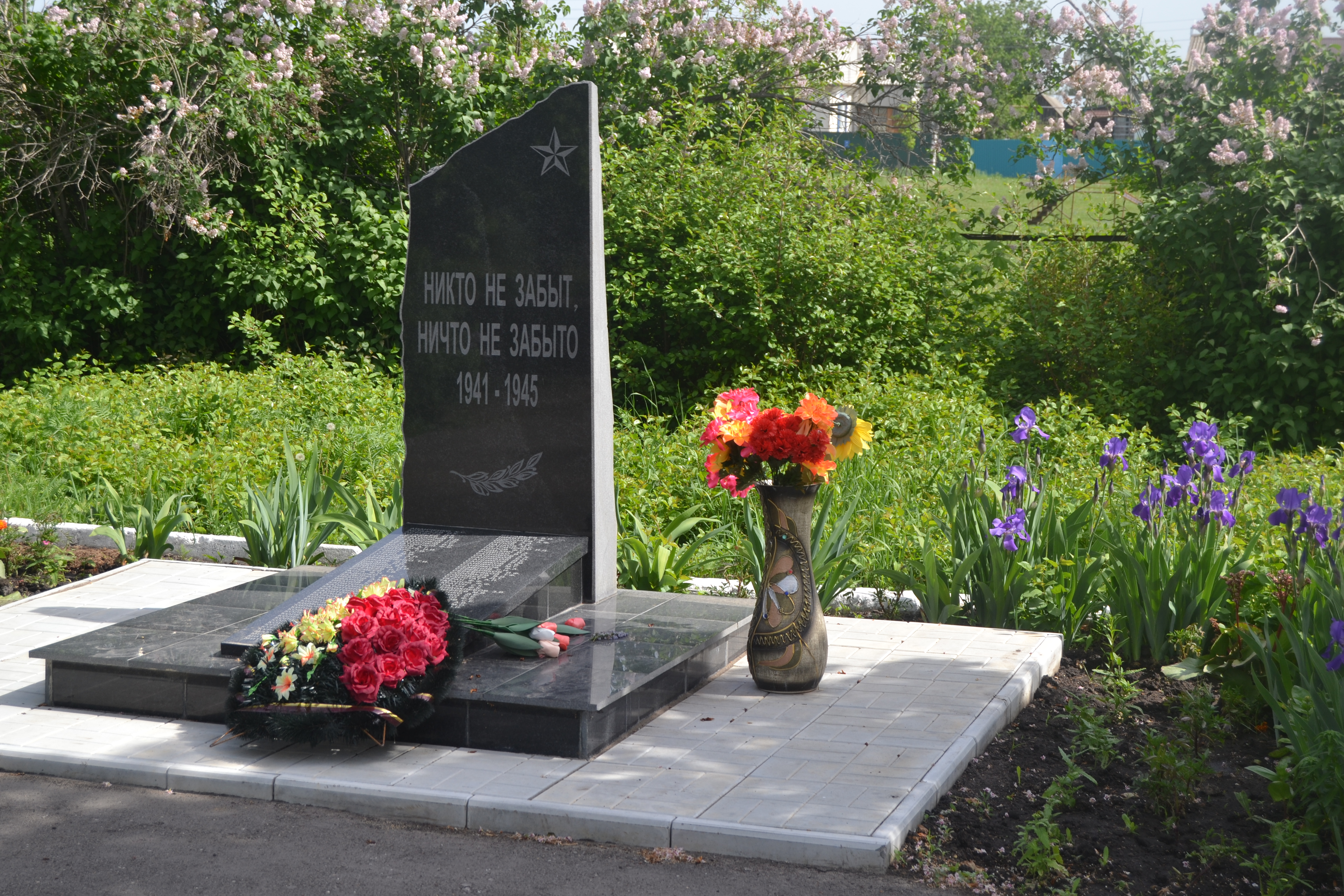
Памятник победителям
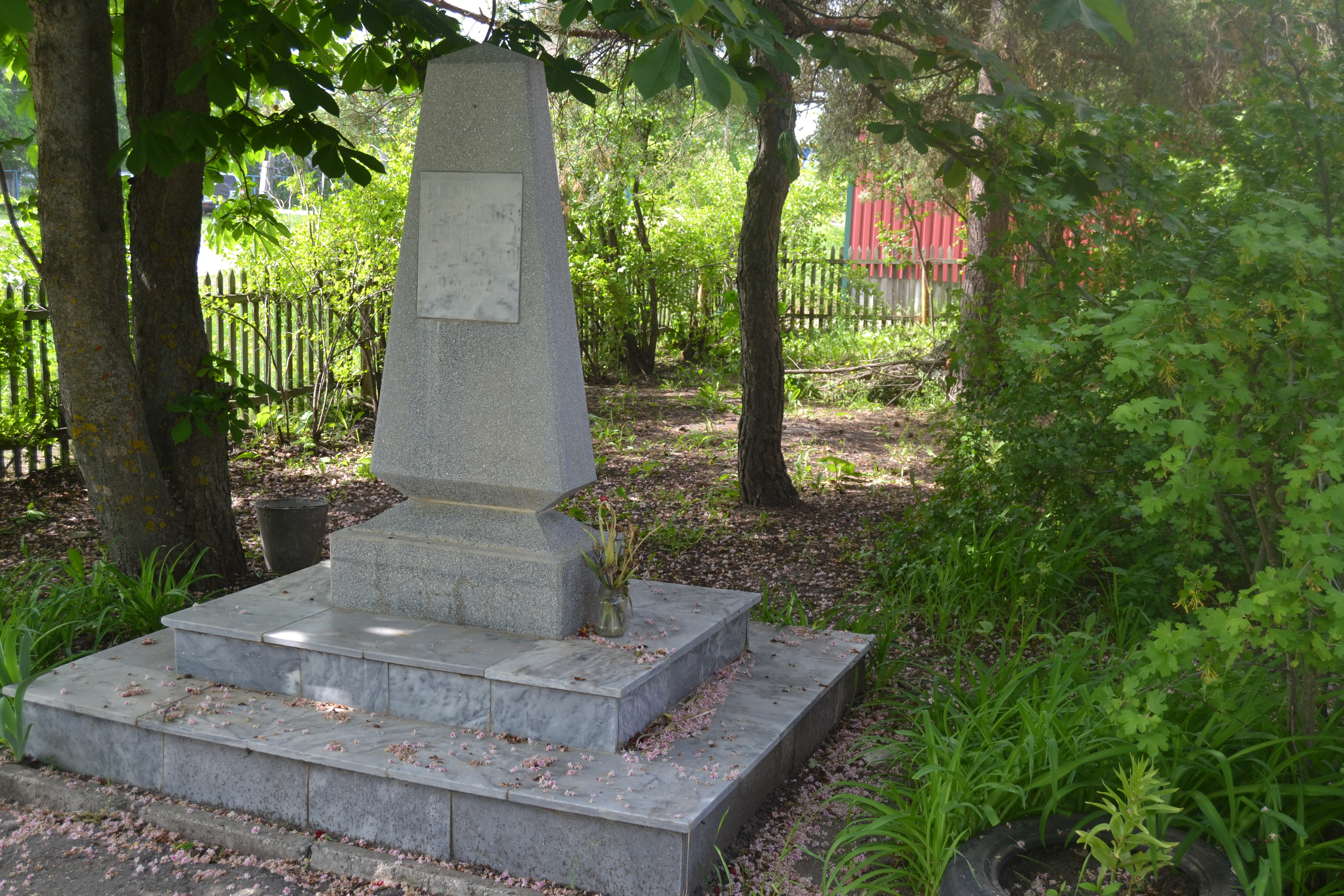
Обелиск
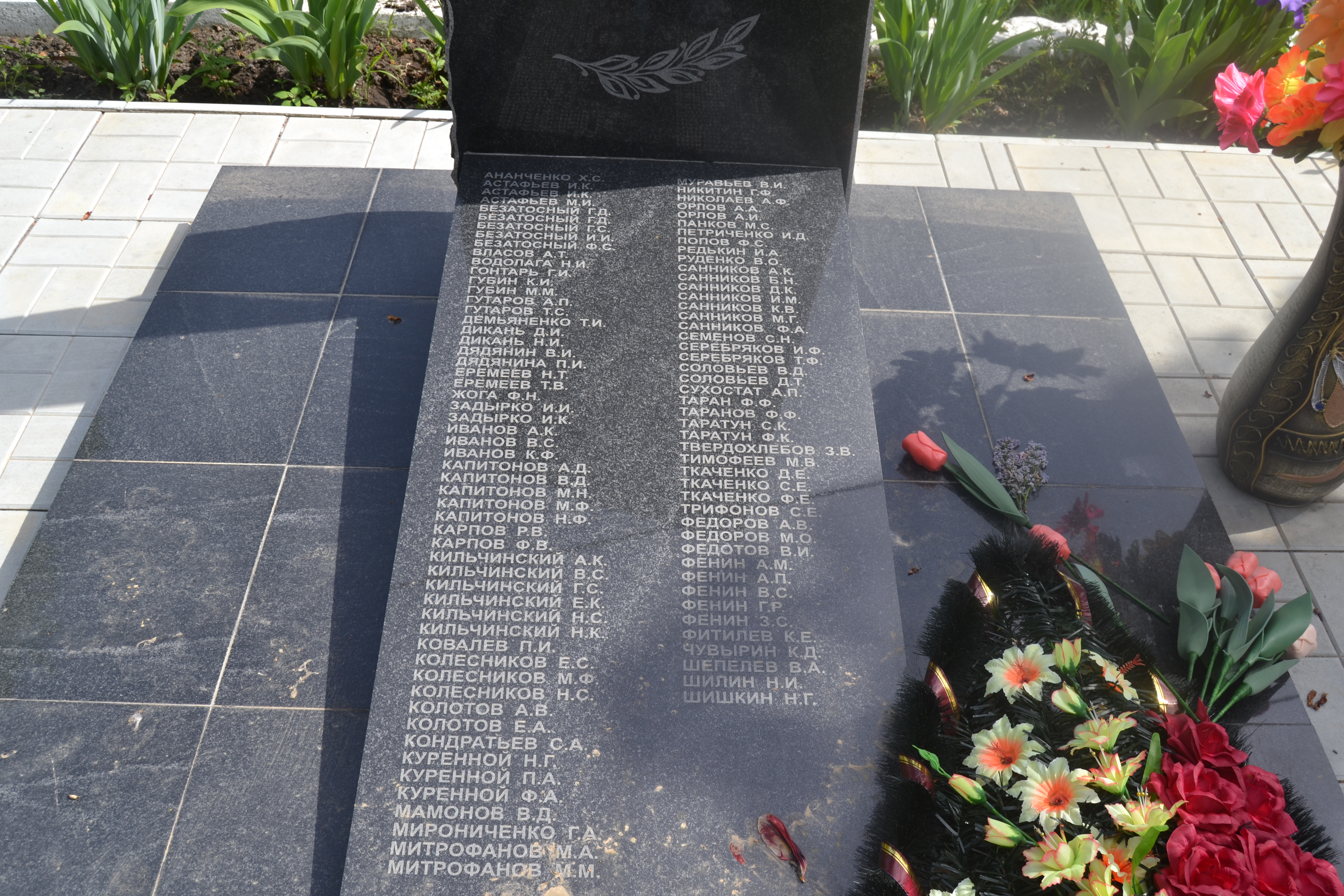
Списки земляков
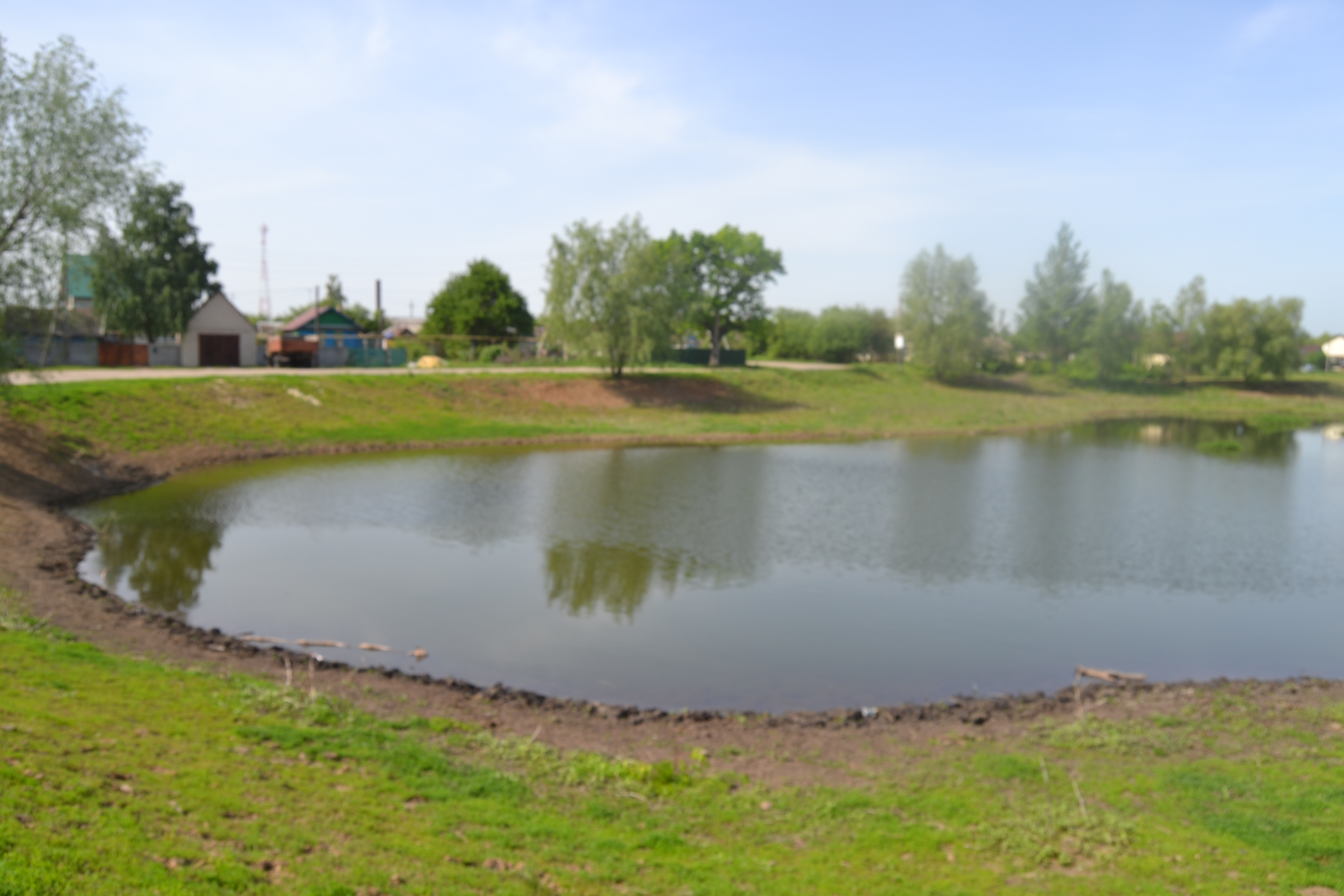
Пруд в посёлке